# Cantone di Eybens
Il Cantone di Eybens era una divisione amministrativa dell'arrondissement di Grenoble.
A seguito della riforma approvata con decreto del 18 febbraio 2014, che ha avuto attuazione dopo le elezioni dipartimentali del 2015, è stato soppresso.

## Composizione
Comprendeva i comuni di:
- Eybens
- Gières
- Herbeys
- Poisat
- Venon